# Василенко Зоя Іванівна
Василенко Зоя Іванівна (30 листопада 1918, с. Ташлик Смілянського району Черкаської області) — музикознавець, фольклористка, збирачка народних пісень, педагог. Кандидат мистецтвознавства (1969). Музичну освіту отримала в Дніпропетровському (фортепіанний відділ) і Київському (теоретичний відділ) музичних училищах. Від 1940 навчалася у Київській консерваторії (історико-теоретичний факультет, кл. Ф. Аерової). 1941-44 — концертмейстер філармонії та викладачка кл. фортепіано (Кривий Ріг). 1944—49 — викладачка муз.-теоретичних дисциплін у Веч. коне, для дорослих і ДМШ. 1949-75 — наук, співробітник ІМФЕ. 1975—79 — ст. викл. Київ, інституту культури (кафедра хор. нар. співу).
Працювала в галузі музичної фольклористики. Основною метою фолькл.-збирацької роботи Зої Василенко було виявлення регіональних муз.-поетичних стильових та виконавських особливостей у сучасному і традиційному українському фольклорі. Завдяки її першим повоєнним фольклорним записам фонотека ІМФЕ збагатилася численними зразками з різних муз.-етногр. регіонів України. Записувала фольклор (червень 1958, з болгарською вченою Р. Кацаровою-Кукудовою на території Одеської області та Молдавії, зафіксувала на магнітну плівку понад 300 болгарських народних пісень). В. — автор численних теоретичних статей з питань музичного фольклору, а також редактор, рецензент багатьох фольклористичних праць.